# 6748 Bratton
6748 Bratton (1995 UV30) là một tiểu hành tinh vành đai chính được phát hiện ngày 20 tháng 10 năm 1995 bởi Spacewatch ở Kitt Peak.